# سار (بحرین)
سار، یک منطقهٔ مسکونی در بحرین است که در استان شمالی واقع شده‌است.